# Força Aérea Real Tailandesa
A Força Aérea Real Tailandesa (em tailandês:  กองทัพอากาศไทย) é o componente aéreo das forças armadas do Reino da Tailândia. Foi estabelecida em 1913, sendo uma das primeiras da Ásia. Travou várias batalhas, incluindo na Primeira e Segunda guerras mundiais e também no Vietnã, onde lutou ao lado dos americanos. Atualmente está se modernizando, comprando equipamentos dos Estados Unidos e da Europa.

## Fotos

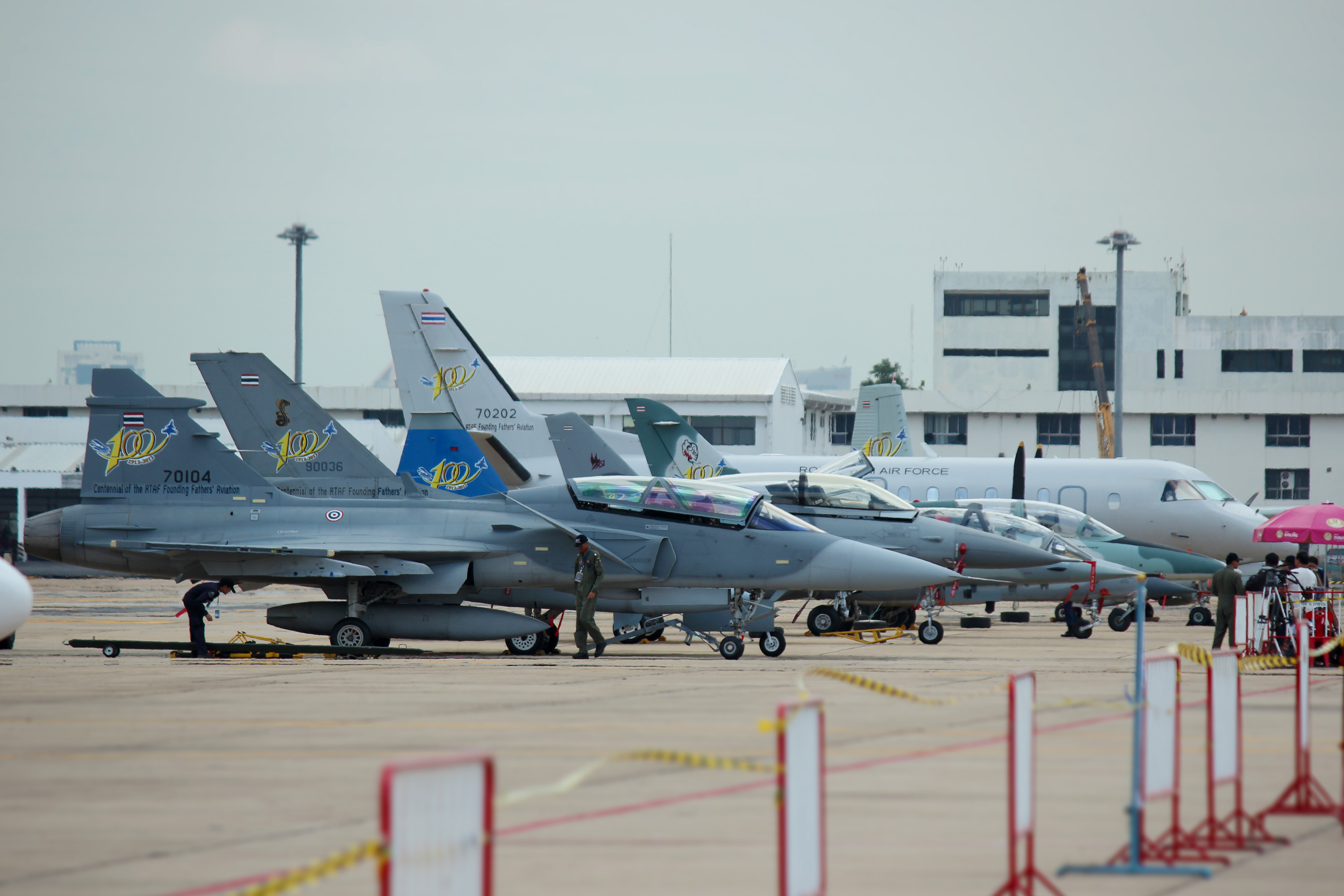
Algumas aeronaves da real força aérea tailandesa: um Jas39 Gripen, um F-16, um F-5, um Alfa Jet, um L-39 e um SAAB-340
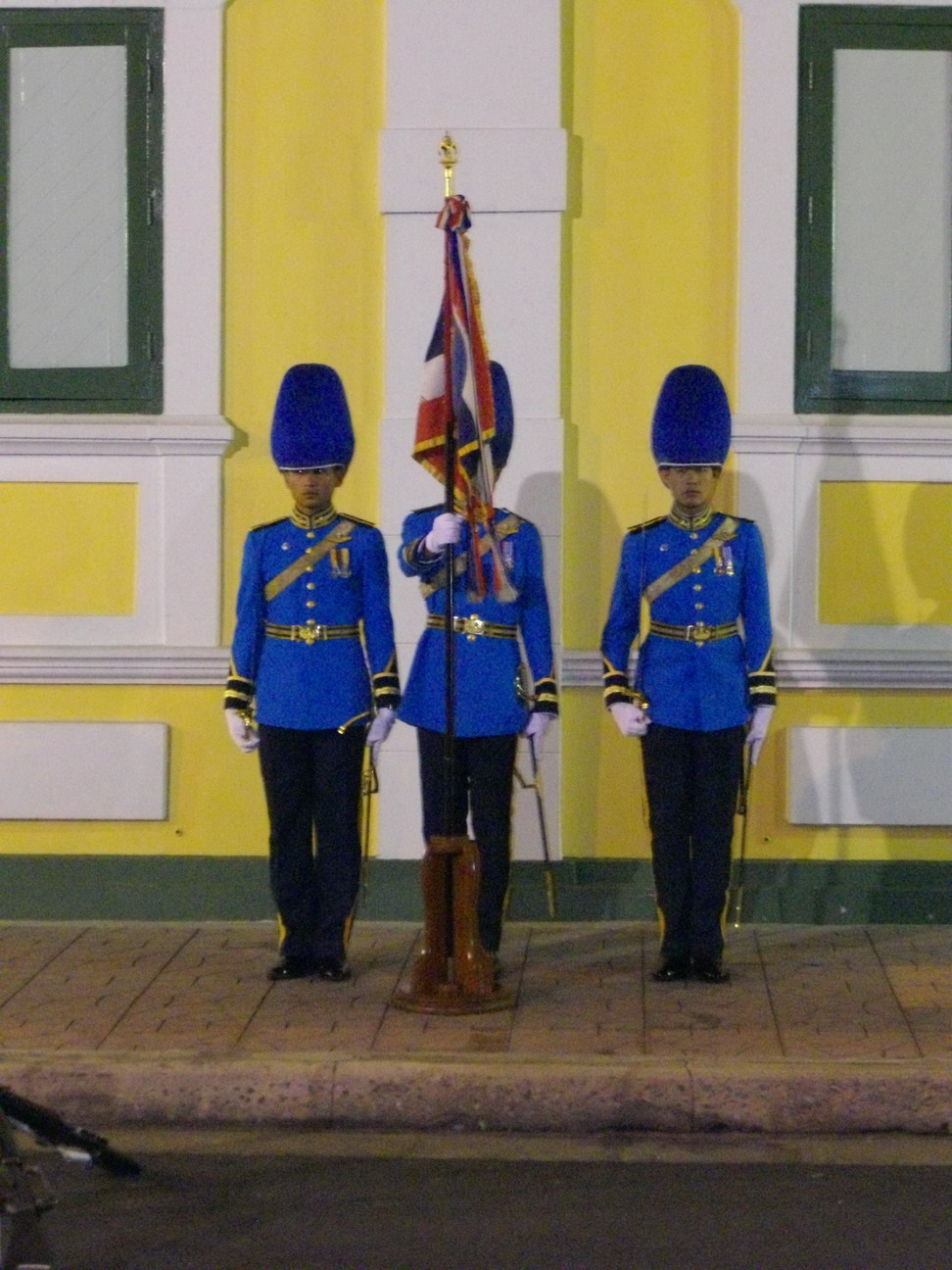
Regimento de cadetes da força aérea.
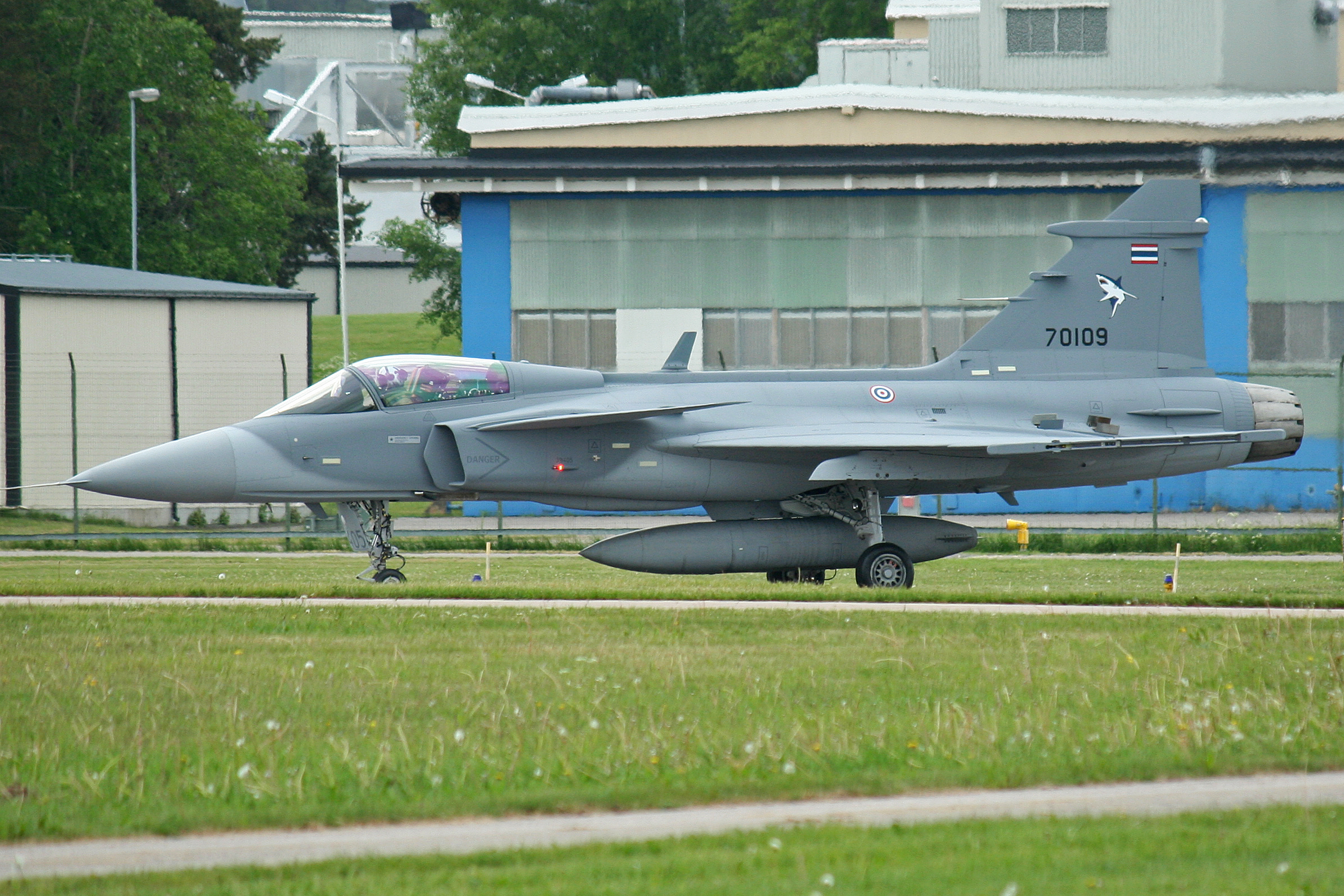
Um caça Saab JAS39C tailandês.
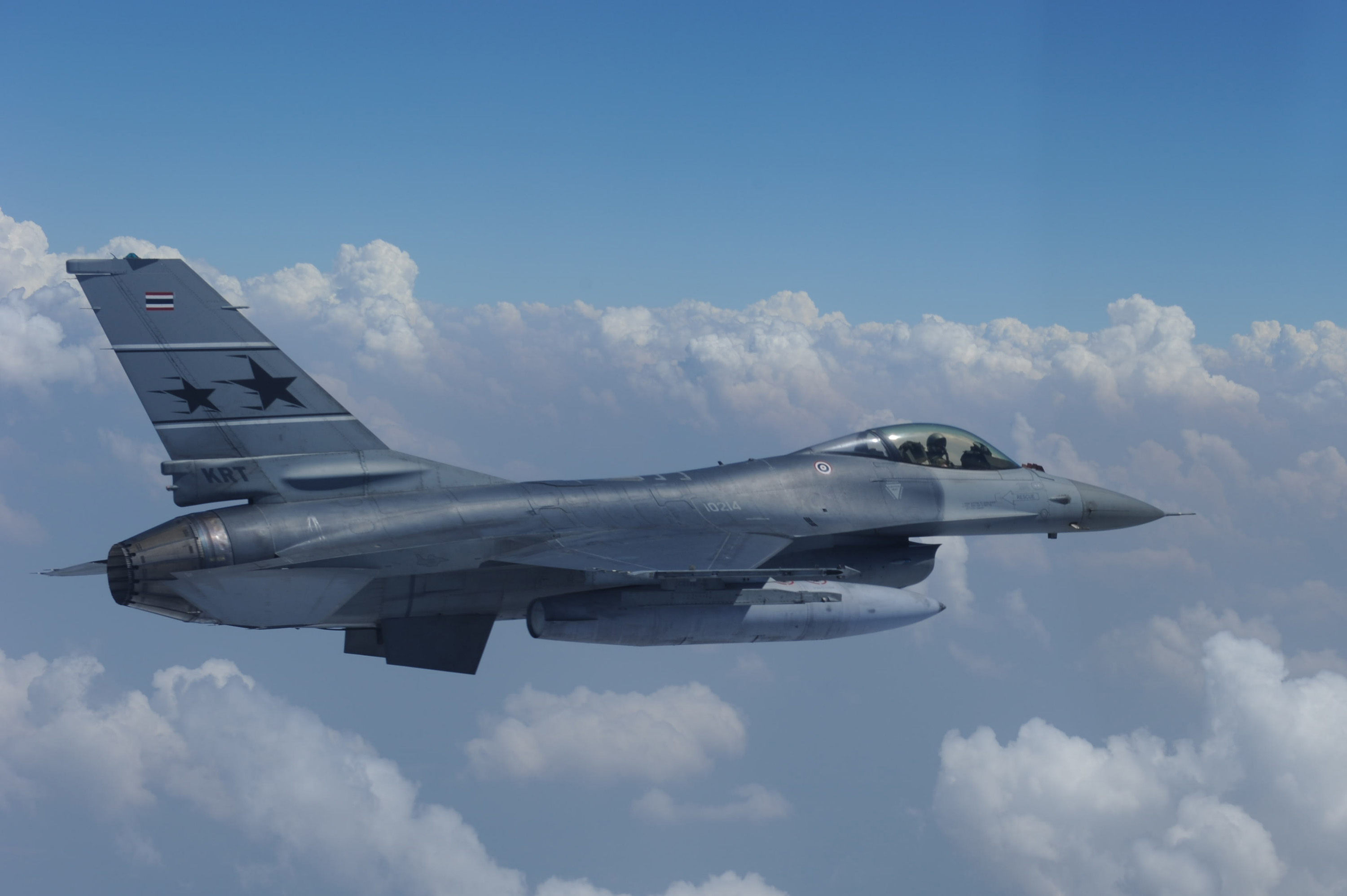
Um F-16, de fabricação americana, da Tailândia.